# Académie estonienne de musique et de théâtre
L'Académie estonienne de musique et de théâtre (en estonien : Eesti Muusika- ja Teatriakadeemia) est un établissement public d'enseignement supérieur estonien situé à Tallinn.

## Histoire
L’académie a débuté sous la forme d'un chœur mixte juste avant la Première Guerre mondiale. Le 17 novembre 1918, elle se transforme en École supérieure de musique de  Tallinn, la cérémonie d'ouverture aura lieu le 28 septembre 1919. En 1923, l'institution est renommé conservatoire de Tallinn. En 1993 l'école est re-nommée « Académie estonienne de musique ». En 1938, on ouvre l'école nationale d'art dramatique. En 1995 la faculté d'art dramatique est renommée École supérieure de théâtre.
Parmi les diplômés célèbres de l'Académie estonienne de musique et de théâtre on peut citer les chanteurs Aile Asszonyi et Georg Ots, les chefs d'orchestre Roman Matsov, Tõnu Kaljuste, Olari Elts, Eri Klas et les compositeurs Arvo Pärt, Lepo Sumera, René Eespere, Tõnu Kõrvits, Evald Aav et Erkki-Sven Tüür.

## Enseignants et étudiants
Au 12 septembre 2011, l'académie accueille 756 étudiants et 205 étudiants ont été diplômés (109 au niveau bachelor, 93  au niveau master et 3 au niveau doctoral.
L'académie emploie 269 enseignants auxquels s'ajoutent 14 professeurs émérites et 11 professeurs associés émérites. L'académie emploie aussi 9 chercheurs et 89 personnes pour les activités administratives et générales.